# Sherri Saum
Sherri M. Saum (Dayton, Ohio; 1 de octubre de 1974) es una actriz estadounidense. Desde 2013 y hasta 2018, Saum interpretó a Lena Adams Foster en la serie televisiva The Fosters. También es conocida por sus papeles de televisión en Beggars and Choosers, Rescue Me e In Treatment, así como por sus papeles en las telenovelas diurnas Sunset Beach y One Life to Live.

## Comienzos
Saum nació en Dayton, Ohio. Es hija de madre alemana y padre afroamericano. Comenzó su carrera en una convención de Model Search America cerca de su casa, en Kettering, Ohio. Fue descubierta cuando aún iba a la escuela. Trabajaba como modelo sobre todo durante las vacaciones de verano hasta que se mudó a Nueva York para trabajar en ello a tiempo completo con la agencia de modelos Images Management. Saum fue a la Universidad Estatal de Ohio en Columbus, Ohio, y a la Universidad de Nueva York.

## Carrera
Saum comenzó su carrera como actriz en la telenovela de la NBC Sunset Beach, como Vanessa Hart, durante todo el tiempo que duró: desde 1997 hasta 1999. En 1999 recibió una nominación al premio Daytime Emmy a la mejor actriz joven en una serie dramática por su papel en la serie. Más tarde, ese mismo año, Saum fue elegida en la serie de comedia y drama Beggars and Choosers (1999-2000), y como estrella invitada en Girlfriends y Charmed. Desde el 31 de agosto de 2001 hasta el 16 de septiembre de 2003, Saum tuvo su segundo papel en televisión en la telenovela diurna de la ABC One Life to Live, interpretando a Keri Reynolds.
De 2006 a 2007, Saum desempeñó el papel de Natalie en la serie dramática Rescue Me. Apareció en la película Relative Stranger con Cicely Tyson y Eriq La Salle. También apareció en la película independiente Ten Stories Tall, con Ally Sheedy y Josh Hamilton. En 2009 obtuvo un papel regular en la segunda temporada de la serie dramática In Treatment, de la cadena HBO. En los siguientes años fue actriz invitada en varias series: Gossip Girl de The CW, Unforgettable de la CBS, Body of Proof y Revenge, estas dos últimas de la ABC. En 2011, Saum fue elegida como personaje principal del drama piloto Grace  (escrito por Krista Vernoff), junto a Abigail Spencer y Eric Roberts, pero la serie no tuvo éxito.
En 2012, Saum fue elegida junto con Teri Polo en los papeles principales de la serie dramática The Fosters, producida por Jennifer López para ABC Family. La serie se estrenó el 3 de junio de 2013. En 2015, fue actriz invitada en la serie How to Get Away with Murder, de la ABC.

## Vida personal
El 19 de mayo de 2007, Saum se casó en Nueva York después de un largo noviazgo con Kamar de los Reyes, excompañero de reparto en la serie One Life to Live. El 3 de diciembre de 2013, el representante de Saum anunció que la pareja estaba esperando gemelos, ambos varones, que nacieron el martes 13 de mayo de 2014 y fueron llamados John Rubén y Michael Luis. Su esposo Kamar falleció el 24 de diciembre de 2023.

## Filmografía

### Cine
| Año  | Título                     | Papel         | Notas                    |
| ---- | -------------------------- | ------------- | ------------------------ |
| 2003 | Anne B. Real               | Janet Giménez |                          |
| 2003 | Finding Home               | Candace       |                          |
| 2005 | Love and Suicide           | Georgina      |                          |
| 2009 | Relative Stranger          | Nicole Tate   | Película para televisión |
| 2010 | Ten Stories Tall           | Susan         |                          |
| 2012 | Take It                    | Amante        | Cortometraje             |
| 2017 | First Strike Butcher Knife |               | Cortometraje             |
| 2018 | #SquadGoals                | Jane Pope     |                          |

### Televisión
| Año       | Título                            | Papel               | Notas |
| --------- | --------------------------------- | ------------------- | --- |
| 1997–1999 | Sunset Beach                      | Vanessa Hart        | Serie de 281 episodios Nominada al Premio Daytime Emmy en la categoría de Actriz más joven en una serie dramática (1999) |
| 1999–2001 | Beggars and Choosers              | Casey Lennox        | Serie de 29 episodios |
| 2000      | Girlfriends                       | Angela Anderson     | Episodio: "The Importance of Being Frank"                                                                                |
| 2001      | Charmed                           | Ariel               | Episodio: "Pre-Witched"                                                                                                  |
| 2001–2003 | One Life to Live                  | Keri Reynolds       | Nominada al Premio Daytime Emmy a la Pareja Americana Favorita (2002)                                                    |
| 2005      | Law & Order: Trial by Jury        | Tiffany Jackson     | Episodio: "Pattern of Conduct"                                                                                           |
| 2006      | Love Monkey                       | Daria               | Episodio: "Nice Package"                                                                                                 |
| 2006      | Law & Order: Criminal Intent      | Lydia Wyatt         | Episodio: "The Healer"                                                                                                   |
| 2006      | Drift                             | Luna                | Piloto para televisión                                                                                                   |
| 2006–2007 | Rescue Me                         | Natalie             | Personaje recurrente; 15 episodios                                                                                       |
| 2007      | Army Wives                        | Vanessa Kelsing     | Episodio: "Only the Lonely"                                                                                              |
| 2009      | In Treatment                      | Bess                | Series de 6 episodios |
| 2009      | CSI: Miami                        | Karen Ballard       | Episodio: "Point of Impact"                                                                                              |
| 2009—2010 | Gossip Girl                       | Holland Kemble      | Episodios: "The Debarted", "The Hurt Locket", "It's a Dad, Dad, Dad, Dad World", "Ex-Husbands and Wives"                 |
| 2010      | Heroes                            | Kate Bennet         | Episodio: "The Wall" |
| 2010      | Memphis Beat                      | Melinda Connor      | Episodio: "One Night of Sin"                                                                                             |
| 2010      | Lie to Me                         | Candice McCallister | Episodio: "The Royal We"                                                                                                 |
| 2011      | Grace                             | Shay Grace Davis    | Piloto para televisión                                                                                                   |
| 2011      | The Whole Truth                   | Dra. Christy Turner | Episodio: "Lost in Translation"                                                                                          |
| 2011      | Body of Proof                     | Nina Wheeler        | Episodio: "Letting Go"                                                                                                   |
| 2011      | Unforgettable                     | Rosario Sánchez     | Episodio: "Road Block"                                                                                                   |
| 2012      | CSI: NY                           | Elaine Moore        | Episodio: "Unwrapped" |
| 2013      | Revenge                           | Donna Carlisle      | Episodio: "Collusion" |
| 2013—2018 | The Fosters                       | Lena Adams Foster   | Personaje principal; serie televisiva de Freeform                                                                        |
| 2014      | Law & Order: Special Victims Unit | Sondra Vaughn       | Episodio: "Gambler's Fallacy"                                                                                            |
| 2015      | How to Get Away with Murder       | Tanya Randolph      | Episodio: "It's Called the Octopus"                                                                                      |
| 2015      | The Mysteries of Laura            |                     | |
| 2019      | Good Trouble                      | Lena Adams Foster   | Estrella invitada; 1 episodio; serie televisiva de Freeform                                                              |
| 2019      | Agents of S.H.I.E.L.D.            | Atarah              | 2 episodios |
| 2020      | Locke & Key                       | Ellie Whedon        | 5 episodios |